# جيسيكا ميتشيباتا
جيسيكا ميتشيباتا (باليابانية: 道端ジェシカ) وإسمها الكامل جيسيكا سيليستي غونزاليز ألمادا (باليابانية: 道端ジェシカ) وهي عارضة أزياء يابانية المولد وأرجنيتنية الجنسية ولدت في يوم 21 أكتوبر 1984 في فوكوي في اليابان جيسيكا هي من والد أرجنتيني إسباني إيطالي الأصل ومن أم يابانية، وهي الزوجة السابقة لسائق الفورمولا 1 البريطاني جنسن باتون.

## روابط خارجية
- جيسيكا ميتشيباتا على موقع IMDb (الإنجليزية)